# Таміка світлоголова
Та́міка світлоголова (Cisticola brunnescens) — вид горобцеподібних птахів родини тамікових (Cisticolidae). Мешкає в Центральній і Східній Африці.

## Опис

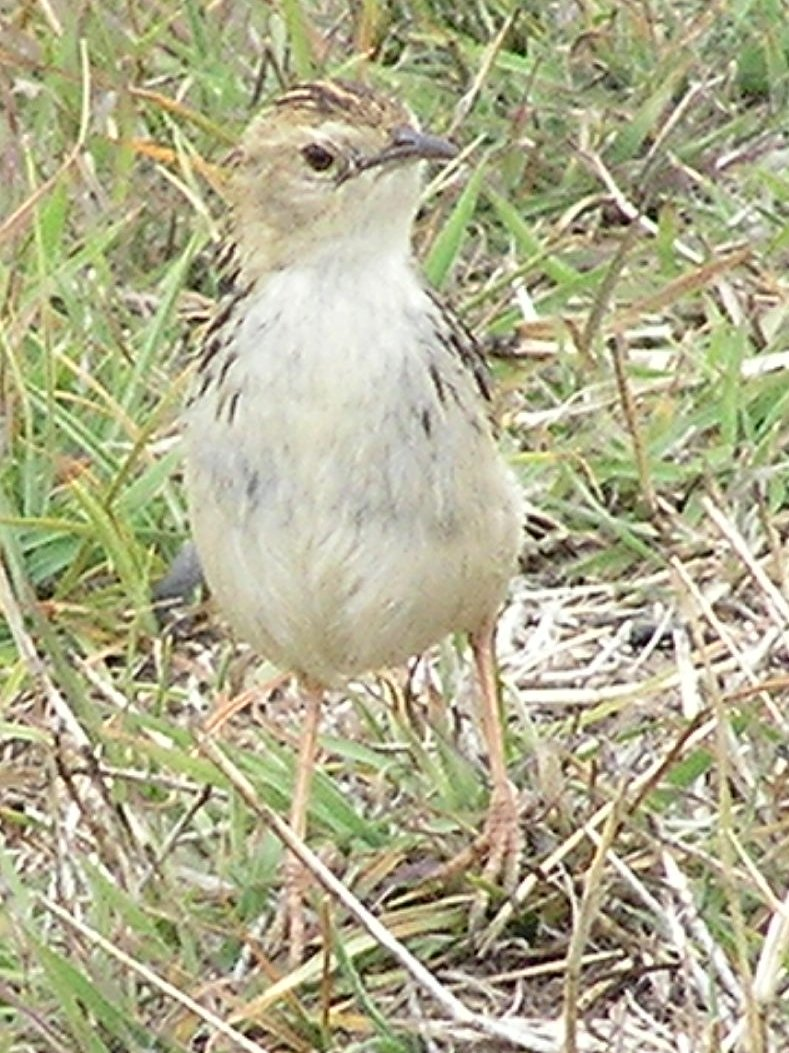
Самець світлоголової таміки під час сезону розмноження

Довжина птаха становить 9-10 см. Верхня частина тіла охриста, поцяткована темними смужками. Нижня частина тіла білувата, на боках темні смужки. Під час сезону розмноження тім'я стає світло-рудим, смужки на спині і боках чіткішими, а хвіст дещо довшим.

## Підвиди
Виділяють шість підвидів:
- C. b. mbangensis Chappuis & Érard, 1973 — північ центрального Камеруну;
- C. b. lynesi Bates, GL, 1926 — захід Камеруну;
- C. b. wambera Lynes, 1930 — північно-західна Ефіопія;
- C. b. brunnescens Heuglin, 1862 — Ефіопія. північний захід Сомалі, північ Кенії;
- C. b. nakuruensis Van Someren, 1922 — Кенія і північна Танзанія на захід від Рифтової долини;
- C. b. hindii Sharpe, 1896 — Кенія і північна Танзанія на схід від Рифтової долини.

Болотяна таміка (Cisticola cinnamomeus) раніше вважалася конспецифічною з світлоголовою таміком, однак була визнана окремим видом в 2000 році.

## Поширення і екологія
Світлоголові таміки поширені в Камеруні, Республіці Конго, Габоні, Еритреї, Ефіопії, Сомалі, Кенії і Танзанії. Вони живуть на вологих високогірних луках на висоті від 1400 до 2300 м над рівнем моря.